# Rinaldo Capello
Rinaldo "Dindo" Capello, född den 17 juni 1964 i Asti, är en italiensk racerförare.

## Racingkarriär
Capello vann det italienska Superturismomästerskapet 1990 och 1996, och med basis av detta valde Audi att kontraktera honom för att köra i Le Mans 24-timmars från och med år 2000. Han vann tävlingen med Bentley 2003, vilket han upprepade med Audi som han hade återgått till 2004. Han blev sedan mästare i ALMS 2006 och 2007 tillsammans med Allan McNish, vilket följdes upp med en ny seger i Le Mans 24-timmars 2008.